# Rachel Whiteread

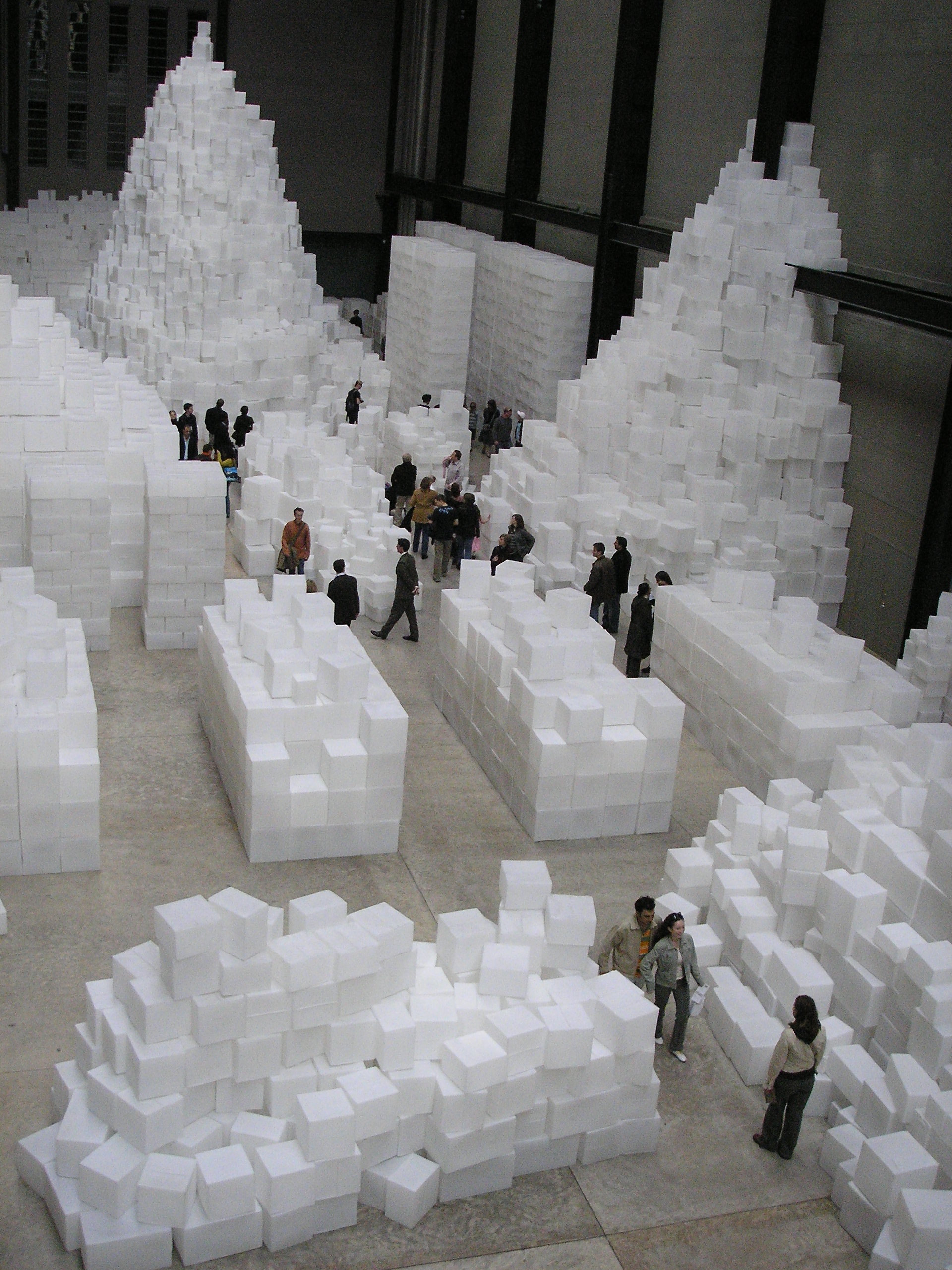
Obra de Rachel Whitieread no Tate Modern

Rachel Whiteread (nascida em 1963) é uma escultora inglesa. Foi a primeira mulher a receber o Prémio Turner, em 1993, e é uma das artistas pertencentes aos Young British Artists (Jovens artistas do Reino Unido). 
Entre as suas obras mais reconhecidas encontram-se Ghost (1990) e House (1993). Alguns críticos consideram as suas obras feias, extravagantes e passadas de moda.
Inspira-se na forma das edificações e nos objetos da vida quotidiana. Uma das suas inovações é a utilização dos espaços inabitados (negativos), inspirando-se assim nos ideais do Iluminismo e no revelado negativo das fotografias.
Whiteread foi a terceira artista a realizar uma escultura para o quarto plinto (o plinto vazio) da Trafalgar Square, em Londres, à qual denominou Untitled Monument (2001). Ficando conhecida por Plinth ou Inverted Plinth, esta escultura foi construída em resina a partir de um molde do plinto existente, apresentando, em jeito de espelho, um volume simétrico ao mesmo. Pesaria 11 toneladas e seria, à data, o maior objecto alguma vez concebido em material resinoso. Sendo uma auto-referência ao próprio plinto, traduz-se numa redundante sátira à monumentalização e é considerada, por alguns críticos, um "anti-monumento". 